# B.Z.
Denne side handler om en tysk avis. For boligaktivisme, se Bz-bevægelsen.
B.Z. er en tysk tabloidavis, der udgives i Berlin. Med sit oplag på 185.440 på hverdage og 275.544 lørdage og søndage samt 480.000 læsere er den Berlins største regionalavis.
Avisen blev grundlagt under navnet Berliner Zeitung og udkom første gang 1. oktober 1877. Den skal dog ikke forveksles med nutidens Berliner Zeitung, der blev grundlagt langt senere. I 1904 blev avisen omdannet til B.Z. am Mittag. Udgivelsen blev standset under 2. verdenskrig, og udgiverselskabet Ullstein-Vermögen blev eksproprieret af nazisterne. Avisen udkom først igen 19. november 1953. Siden avisen i 1960 blev overtaget af Axel Springer AG har den i lighed med Bild og Die Welt fulgt Springer-koncernens politiske linje. I 2006 blev avisen udskilt i sit eget selskab, B.Z.-Ullstein, for at øge rentabiliteten i det konkurrencefyldte berlinske marked. Det betød, at redaktionen flyttede fra Axel Springer-Haus i Kreuzberg til Kranzler Eck på Kurfürstendamm.
B.Z. har siden 1991 uddelt den årlige kulturpris Berliner Bär.